# Adjintimey
Adjintimey è un arrondissement del Benin situato nella città di Djakotomey (dipartimento di Kouffo) con 12.673 abitanti (dato 2006).